# Koos Breukel
Koos Breukel (* 24. listopadu 1962 Haag) je nizozemský portrétní fotograf. Pracuje a žije v Amsterdamu.
V roce 1978, v šestnácti letech, dostal Breukel od své matky svůj první fotoaparát. Na začátku fotografoval hlavně krajiny. V letech 1982 až 1986 studoval na Škole fotografie a fotoniky v Haagu. Po studiích začal pracovat jako fotograf na volné noze v Amsterdamu a specializoval se na portrétní fotografii. Jeho fotografie se pravidelně objevovaly v časopisech, včetně Quote a Oor. Od roku 1999 pracuje téměř zcela samostatně; Breukel v současné době (2020) vyrábí série pro muzea a galerie.
V letech 1992 až 2003 učil Koos Breukel fotografii na Akademii Gerrita Rietvelda v Amsterdamu.

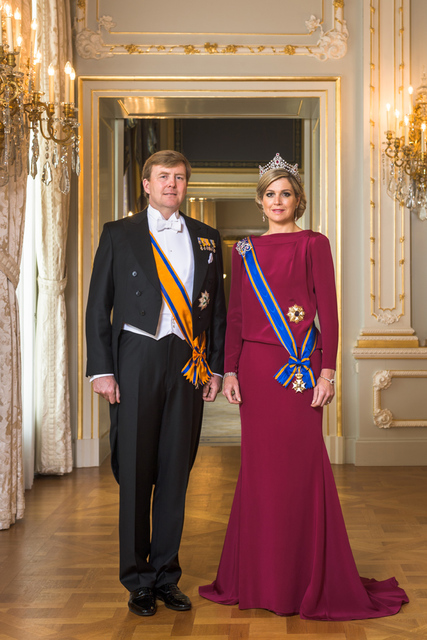
První státní fotografie krále Willema-Alexandra a královny Máximy, 2013

## Práce (výběr)
Důležitými tématy fotografických portrétů Koose Breukala jsou narození, život, nemoc a smrt. Udělal řadu sérií fotografií vážně nemocných přátel, až těsně před jejich smrtí: spisovatele Michaela Matthewse, který zemřel v roce 1996 (byla mu věnována kniha Hyde) a přítele fotografa Erica Hamelinka, který zemřel v roce 1998.
V září 2007 vytvořil pro Maandblada M (z NRC Handelsblad) sérii fotografií spisovatele a umělce Jana Wolkerse. Fotografie ukazují křehkého Wolkerse; o měsíc později zemřel.
Koos Breukel vytvořil první státní fotografie krále Willema-Alexandra a královny Máximy, publikované v dubnu 2013.
Breukela zastupuje Van Zoetendaal Collections v Amsterdamu.

## Ceny (výběr)
- 1994: Aanmoedigingsprijs van het Amsterdams Fonds voor de Kunst
- 1996: prijs De Best Verzorgde Boeken voor de publicatie Hyde
- 2001: prijs De Best Verzorgde Boeken voor de publicatie Photo Studio Koos Breukel

## Práce ve veřejných sbírkách (výběr)
- Nederlands Fotomuseum, Rotterdam[4]
- Rijksmuseum Amsterdam[5]

## Výstavy (výběr)
První samostatná výstava Koose Breukala se konala v galerii Sign v Groningenu během festivalu Noorderlicht v roce 1991.
- 1991 – Noorderlicht, Galerie Sign, Groningen
- 2013 – Muzeum fotografie v Haagu
- Bergen Kunstmuseum, Norsko
- Kunsthal, Rotterdam
- Museum De Hallen, Haarlem
- Nizozemský fotografický institut, Rotterdam
- Muzeum umění Pori, Finsko

## Publikace (výběr)
- Koos Breukel en Michael Matthews (1994): The Wretched Skin, De Verbeelding, Amsterdam, ISBN 978-9090076232
- Koos Breukel en Michael Matthews (1997): Hyde, Van Zoetendaal, Amsterdam, ISBN 90-75574-03-7
- Koos Breukel (2001): Photo Studio Koos Breukel, Van Zoetendaal, Amsterdam, ISBN 90-75574-185
- Koos Breukel (2006): Cosmetic View, Van Zoetendaal, Amsterdam, ISBN 90-75574-0-02

## Galerie

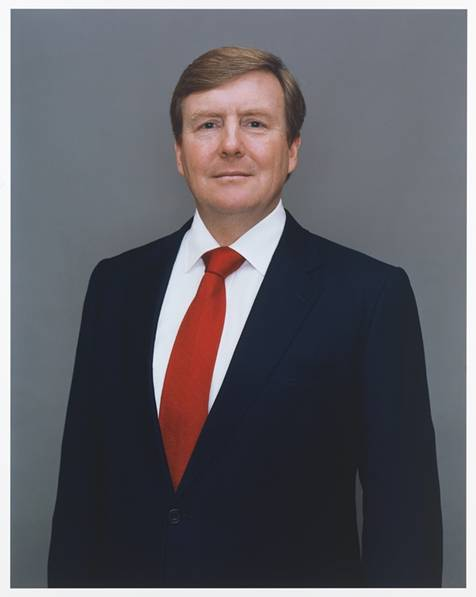
Willem Alexander, 2014
Saskia de Coster, Amsterdam 2018
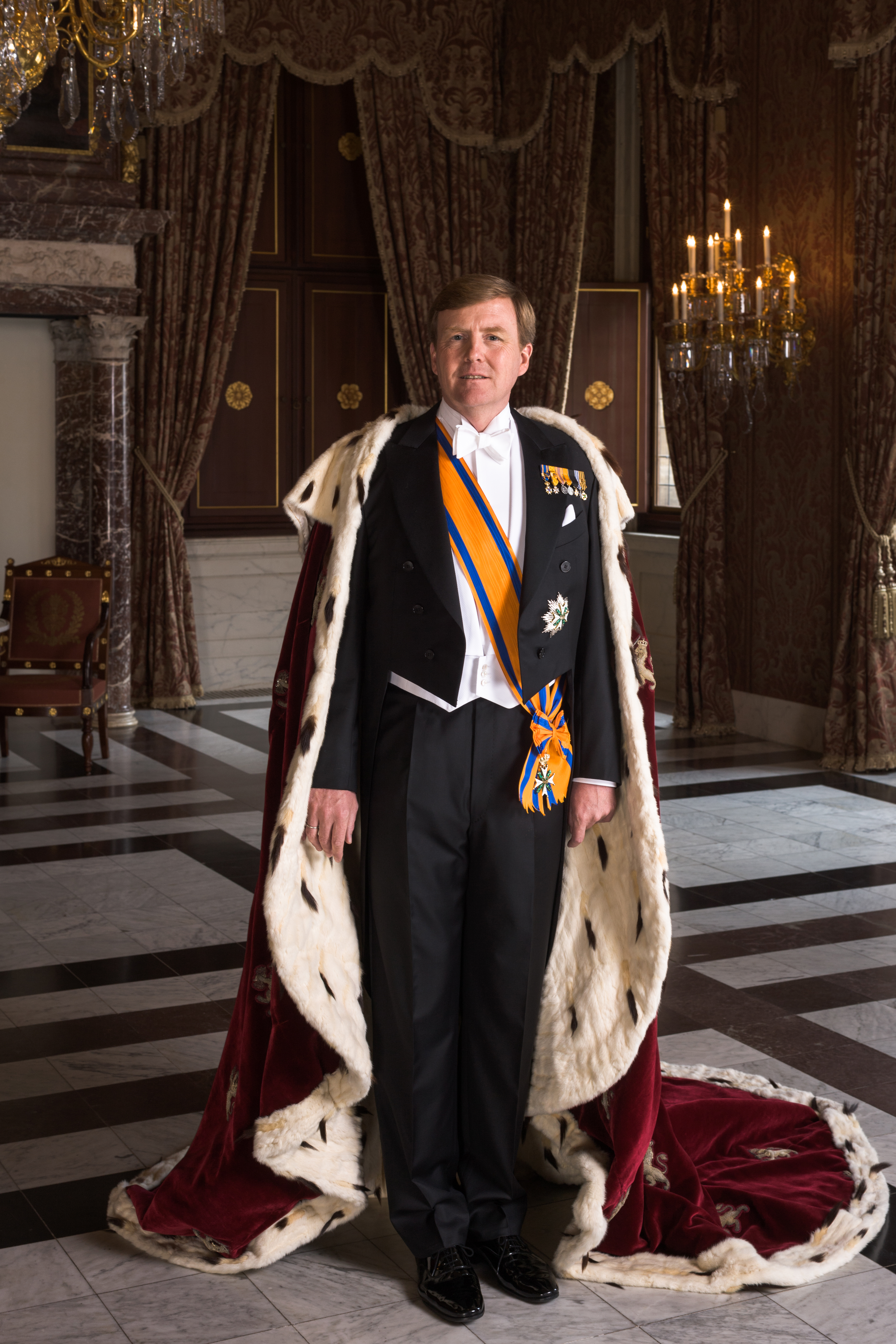
Zijne Majesteit Koning Willem-Alexander met koningsmantel, duben 2013